# قلعة أتالايا
قلعة أتالايا هو حصن يقع في بلدية بليانة، لقنت، جنوب إسبانيا.